# Východní Ayrshire
Východní Ayrshire (East Ayrshire v angličtině a Siorrachd Inbhir Àir an Ear in Skotské gaelštině) je jedna z 32 správních oblastí Skotska. Sousedí s oblastmi : Severní Ayrshire, Východní Renfrewshire, Jižní Lanarkshire, Jižní Ayrshire a Dumfries and Galloway.

## Města a vesnice
- Afton Bridgend Auchinleck
- Catrine Craigmalloch Cumnock
- Dalmellington Dalrymple Darvel Drongan
- Galston Glenbuck Greenholm
- Hurlford
- Kilmarnock Kilmaurs
- Mauchline Muirkirk
- Netherthird New Cumnock Newmilns
- Ochiltree
- Patna Polnessan
- Riccarton
- Stair Stewarton Sorn
- Trabboch